# توثيق بصري
التوثيق البصري (بالإنجليزية: Graphic Facilitation)‏ هو استخدام الرسوم بصورة كبيرة لتوجيه المجموعات والافراد نحو هدف معين. وتستخدم هذه الوسيلة في عمليات كثيرة ومتنوعة مثل الاجتماعات والندوات والمؤتمرات.
تتم هذة العملية البصرية عن طريق شخص خبير في هذا الاسلوب يدعي المٌيسر Graphic Facilitator
يبنى هذا الاسلوب على أن التعبير المصور أسهل واوضح من التعبير بالكلمات، هذا فضلا عن انه يعلق في ذاكرة الحاضرين بصورة أكبر.